# Catch ’Em If You Can
«Catch 'em If You Can» (рус. Поймай их, если сможешь) — восемнадцатый эпизод 15-го сезона мультсериала «Симпсоны».

## Сюжет
Барт обучает других школьников в автобусе по теме водяных шаров. После попадания одним из них в Лизу она борется с братом всю дорогу домой. Мардж останавливает их и говорит, что они отправятся в Огайо, чтобы отпраздновать день рождения дяди Тайрона. Барт и Лиза опечалены идеей: они должны остаться дома. Всей семьёй Симпсоны берут фильм напрокат; дети подавлены им так, что они разрушают любой романтический момент, который фильм мог создать для Гомера и Мардж. Последние с нетерпением ждут своей поездки без детей. В аэропорту они видят людей в другой очереди, одетые в гавайские рубашки, отправляющиеся в Майами. По прихоти они решили отказаться от визита к дяде Тирону и отправиться в самолет в Майами на свой второй медовый месяц.
Лиза и Барт смотрят телевизор с дедушкой, когда узнают, что отель в Дейтоне, где Мардж и Гомер должны остаться, был полностью уничтожен торнадо. Вдруг им звонит Мардж, сообщив, что все в порядке. Подозревая что-то не то, Барт использует возврат последнего вызова, чтобы узнать последний входящий номер телефона, и обнаруживает, что их родители находятся в Майами. Они заставляют дедушку взять их туда. Гомер и Мардж видят детей, ожидающих их за дверью гостиничного номера, и они снова убегают, но Барт и Лиза идут по их тропе (с оплатой номера беглецов никаких проблем, учитывая, что Гомер заимствовал кредитную карту Неда Фландерса, а Барт заимствовал кредитную карту Рода Фландерса). Тем временем, в Майами, дедушка нашел себе подругу-пенсионерку по имени Рауль, которая отвечает, выключив слуховой аппарат.
Гомер и Мардж находятся в Атлантик-Сити, когда они снова обнаруживают детей, поэтому они снова убегают от них в инструментальном музыкальном монтаже и анимированной последовательности. Гомер и Мардж наконец оказались в Ниагарском водопаде, но дети тоже там. Барт и Лиза сталкиваются с ними, и родители наконец сдаются и позволяют детям оставаться с ними. Дети начинают ковыряться в комнате, делая Гомера и Мардж еще более унылыми.
В ту ночь Барт и Лиза, чувствуя себя немного виноватыми, решили отстать от родителей и отправиться в парк развлечений, но они находят родителей уже там. Гомер и Мардж, думая, что дети снова преследуют их, убегают от них, и находят прибежище в гигантском надувном замке, из которого их любовные выходы ведут к дение в реку Ниагару. Спасательные команды, канадские и американские, начинают бороться между собой, кто должен спасать. Пара плывёт к водопадам и смерти, но их спасает большое флотационное устройство. Позже они проходят мимо «Девицы Тумана», чей капитан спрашивает их, нужна ли им помощь. Гомер и Мардж кричат из надувного замка, что они не нуждаются ни в чем, и уплывают, занимаясь сексом под Водопадом. Барт и Лиза, наблюдая с телескопа, решают, что все в порядке.
Позднее, в Спрингфилде, Нед и Род Фландерс получают ежемесячные счета по кредитным картам и вздыхают по обвинениям Гомера и Барта.

## Культурные отсылки
- Название эпизода — отсылка к фильму 2002 года «Поймай меня, если сможешь» (англ. Catch Me If You Can), который также пародируется в музыкальном монтаже.
- Гомер, путешествуя по воздуху в первом классе, говорит: «Посмотри на меня, я читаю „The Economist“. Знаешь ли ты, что Индонезия находится на распутье?» и когда его спрашивает Мардж, он просто отвечает: «Да!». Четыре дня спустя в «The Economist» действительно была статья об Индонезии, в которой говорилось о «перекрестке», и упоминал эпизод Симпсонов в коротких еженедельных комментариях. Название вопроса было «Гамбит Индонезии». Примерно через семь месяцев журнал опубликовал заголовок, озаглавленный «Индонезия на перепутье». Бегущая затычка продолжилась с прямой ссылкой 22 сентября 2013 года[1] и косвенной с 4 октября 2014 года.[2]
- Рядом с видеороликом Lackluster (пародия на Blockbuster Video) есть знак, который гласит: «Если это не звезда Сандры Буллок, ваша аренда бесплатна!». Также в ролике есть постер к мультсериалу «Футурама».
- В том же магазине видео Mo нервно входит в раздел «ВЗРОСЛЫЕ ФИЛЬМЫ» на спине, к которому Барт следует за ним в эйфорическом ожидании, только чтобы узнать, что в отдельной комнате, но там вместа фильмов для взрослых оказываются артхауз-фильмы «Merchant-Ivory», «Truffaut», «Unfunny Woody Allen», «Henry Jaglom», «Bergman», «Spike & Ang Lee».
- Песня, играющая на проигрывателе, которую играют два старших мужчины, — это переработанная версия «Boogie Woogie Bugle Boy» от сестёр Эндрюс на Capitol Records.
- Людьми, присутствующими на дне рождения дяди Тайрона, являются Симпсоны, которых Гомер собрал в эпизоде «Lisa The Simpson».

## Критика
Эпизод был хорошо принят критиками. Он выиграл премию Гильдии писателей Америки за лучший сценарий анимации в 2005 году. В день премьеры эпизод просмотрело 9.3 млн зрителей.